# ZAIKO
ZAIKO株式会社（ザイコ、英: ZAIKO PTE Ltd.）は、電子チケット販売プラットフォーム「ZAIKO」の運営会社である。サービス名としては「Zaiko」と表記されることもある。

## 概要
ホワイトレーベル型の電子チケットプラットフォームサービスとして設立された。そのプラットフォームサービスである「ZAIKO」は、電子チケットを通じてアーティストとファンが直接繋がることが可能なプラットフォーム（Direct to Fan＝D2Fモデル）をコンセプトとしてアーティストやイベント主催者ファーストのサービスを展開している。
2020年3月には、同年から始まった新型コロナウイルス感染症の流行により多くのイベントが中止または延期を余儀なくされたこともあり、アーティストなどのイベント事業者の支援を目的とした電子チケット制有料ライブ配信サービスを他社よりもいち早く開始した。

## 沿革
- 2018年10月31日 - シンガポールにZAIKO PTE. LTD.を設立[4]。
- 2019年1月11日 - ZAIKO PTE. LTD.の子会社としてZAIKO株式会社を設立[4]。
- 2020年
  - 3月13日 - ceroの有料制ライブ配信を実施し、以降オンラインライブ配信を展開する[5]。
  - 12月23日 - Infinity Venturesより引受先とした第三者割当増資にて180万米ドルの出資を受け、シリーズBラウンドをクローズした[3]。
- 2021年4月26日 - ブランドロゴとデザインを刷新[2]。
- 2022年3月10日 - iOSとAndroid向けにアプリをリリース[6]。
- 2023年7月21日 - ZAIKO PTE. LTD.がWOWOWと資本業務提携し、ZAIKO株式会社がWOWOWと業務提携契約を締結した[4]。

## 主なサービス
サービスの利用には事前にウェブサイトから無料の会員登録が必要となる。
チケット販売
イベント主催者のニーズに合わせたチケットを販売できるサービス。オリジナルのチケット販売ページを作成できるほか、多言語・多通貨サポートなどにも対応する。
ライブ配信
ライブイベントなどを有料チケット制でストリーミング配信するサービス。アーカイブ期間を最大30日間まで公開できるほか、クリエイターサポート投げ銭およびチャット機能なども備えている。
ONEFAN
サブスクリプション型NFTプラットフォーム。ファンが登録すれば、アーティストはファンにシリアルナンバー付きの会員証の発行やサブスク会員限定でチケット・デジタルグッズ（NFT）の販売が可能。
Digitama
デジタルグッズ販売サービス。簡単に写真やアートをNFT化して売買可能なマーケットプレイス。
Zaiko Connect
Zaikoの有料会員向け特典の全てが利用可能がサブスクリプションサービス。
Zaiko TV
プレミアム会員のみが利用できるビデオ・オン・デマンドサービス。過去のライブやZaikoオリジナルのコンテンツなどを配信。
クリエイターサービス
電子チケット販売やライブ配信、オンデマンド配信のチケットが販売可能なほか、ユーザーのオフィシャルサイトやファンクラブ等、アーティスト活動に必要なサービスを一つで利用可能。